# إدارة المهندسين العسكريين (مصر)
إدارة المهندسين العسكريين، هي إحدى إدارات الهيئة الهندسية بالقوات المسلحة المصرية.

## دور الإدارة في حرب أكتوبر

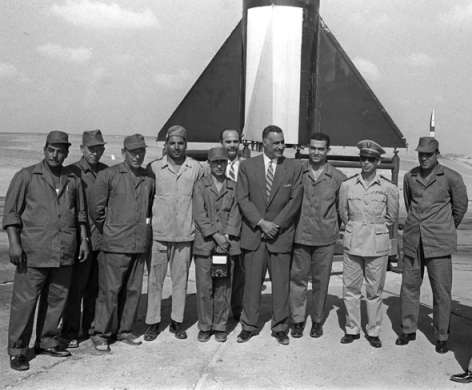
عبد الناصر أمام صاروخ القاهر 2

كان لهذا السلاح الدور الفعال في حرب أكتوبر، وكان يتحتم عليه إنجاز عدة مهام أساسية:
- فتح 70 ثغرة في الساتر الترابي خط بارليف على الجانب البعيد، كل منها 1500 متر مكعب.
- إنشاء 10 كباري ثقيلة لنقل لعبور الدبابات والمدافع والمعدات الثقيلة.
- إنشاء 5 كباري خفيفة حتى يمكنها تجتذب نيران العدو وبالتالي تخفف من هجوم العدو على الكباري الرئيسية وتكون مشابهة للكباري الثقيلة ولكن حمولتها 4 طن فقط.
- بناء 10 كباري اقتحام لعبور المشاة.
- تجهيز وتشغيل 35 معدية نقل عبر القناة.
- تشغيل 720 قاربا مطاطيا لعبور المشاة.

مع العلم أن جميع هذه المهام ستتم في وقت واحد، بحيث يتم فتح الثغرات فيما بين 5 و 7 ساعات تقريبا بينما يتم بناء الكباري بعد ذلك بحوالي ساعتين، مع الأخذ في الاعتبار أن العمل سيتم تحت نيران ومدفعية العدو.

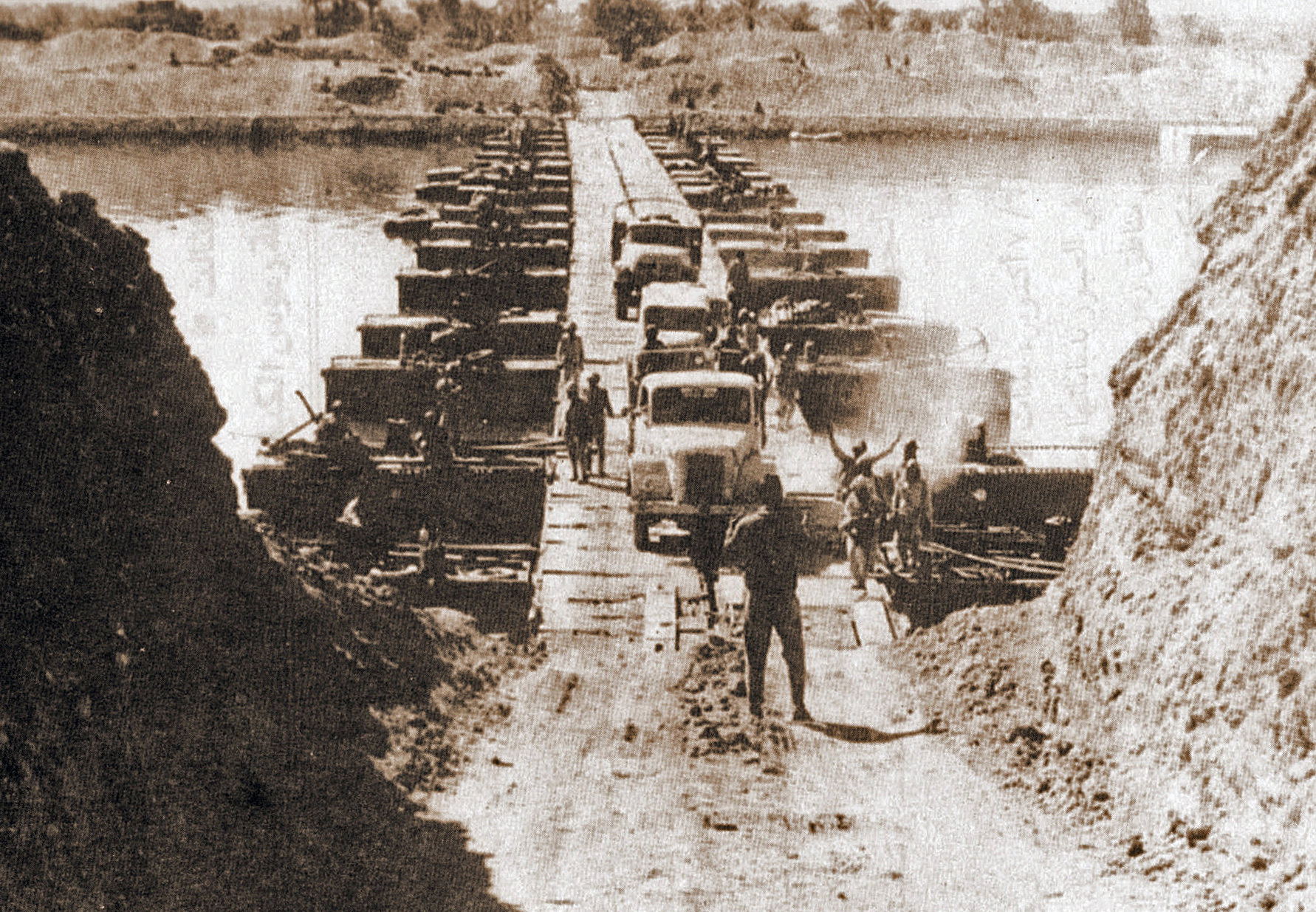
قوات من الجيش المصري تعبر أحد الجسور العائمة المقامة علي قناة السويس في حرب أكتوبر 1973

- لقد كانت الوحدات الهندسية المكلفة بهذه المهمات حوالي 35 كتيبة في مختلف التخصصات، ويجدر الإشارة إلى أن سلاح المهندسين كان هو المفاجأة والضربة الرئيسية للعدو في استراتيجيات المعركة بشكل عام، وهذا لعدة أسباب:

- دول العالم الصديقة والمعادية أجمعت باستحالة التغلب على مشكلات العبور وتنفيذ هذه المهمات مجتمعة.
- مذكرات رئيس أركان الجيش الإسرائيلي أثناء حرب أكتوبر (الجنرال إليعازر) ذكر فيها أن مناقشات القيادة الإسرائيلية لدراسة احتمال عبور المصريين القناة بحضور وزير الحربية (موشي ديان) قد عبرت عن استبعاد وتجاهل وجود قطاع هندسي مؤثر في الجيش المصري، وصرح ديان مباشرة على أن المصريون يحتاجون لعبور قناة السويس إلى سلاح المهندسين الأميركي والسوفييتي مجتمعين
- قامت إدارة العمليات الإسرائيلية بعمل سيناريوهات متعددة لمخططات الجيش المصري في عمل أي عمليات لنقل الجنود عبر القناة، وكانت معظم تصوراتهم تنحصر في الضفادع البشرية، وباقي التصورات بين الإسقاط المظلي والعمليات التعرضية بالمدفعية الثقيلة لعمل ثغرة أو اثنتين لعمل الإسقاط أو عبور لنشات سريعة بعدد محدود من المعدات والجنود. وكانت كل التصورات تحصر أي عبور في نطاق 1500 جندي في أسوأ الظروف، ومع وضعهم في الاعتبار استخدام المصريين لتقنيات معينة متأكدين تمام أنها لم تصل إلينا ولكن من فرط الخوف والتحوط فقد افترضوا ذلك، و1500 جندي غير مجهزين بأسلحة ثقيلة هم الذين سيتمكنون من العبور في اسوأ الفروض، وجهزوا عدة سيناريوهات لإبادتهم بعد تركهم يتوغلون ويطمأنون، وتلك هي إستراتيجية ثابتة لدى العقل الإسرائيلي، أولا أن تكون أرض المعركة على أرض الخصم، ونقلها بأي ثمن على أرضه، وهذا يفسر المغامرة بالعبور لغرب القناة بدون ظهر يحمي تلك القوات والمغامرة أيضا بالتقصير في الآداء الدفاعي في الصفوف الأمامية للجيش في مواجهة المصريين. القاعدة الثانية هي ترك العدو يتوغل ويطمئن في أماكن مفتوحة أو الإيحاء له بأنها آمنة، واستدراجه ثم محاصرته في الوقت المناسب، مع الإيحاء له أيضا أنه خسر بعض الخسائر أو يتقهقر وهذا ما يغري عدوه للهرولة في المكان الذي يحدده وبالسرعة التي يطلبها أحيانا.
تفاصيل عن قناة السويس كمانع مائي والتحصينات التي أقامها العدو:
1- مانع مائي عرضه يتراوح بين 180 و200 متر، وأجنابها حادة الميل ومكسوة بالحجارة لمنع انهيار التربة للقاع، ومن هنا يظهر أن أي دبابة برمائية يستحيل عليها الصعود للشاطئ بدون عتبة ممهدة، إذ يجب نسف أكتاف الشاطئ وتجهيز منزل ومطلع لها.
2- قام العدو بإنشاء سد ترابي على الضفة الشرقية للقناة بارتفاع يصل إلى 20 مترا في بعض المناطق الهامة، وقاموا بزحزحة الساتر إلى أن أصبح يتقابل مع ميل الشاطئ وكا ن الميل يتراوح بين 45 و 65 درجة طبقا لطبيعة الأرض، مما جعل الأمر يستحيل عبور أي برمائية أو عربات مجنزرة في ظل هذه الظروف، هذا إن نجحت في عبور القناة من الأصل والوصول إلى مصيرها المحتوم !
3- قام الإسرائيليون ببناء خطا دفاعيا قويا يتكون من 35 حصنا المسافة بين كل منها ما بين كيلومتر وخمسة كيلومترات حسب أهمية المكان الإستراتيجية، حيث أنها كانت أكثر تباعدا في منطقة البحيرات ووصلت ل10 كيلومترات في ثلاث مناطق بها، وتلك المنطقة التي افترض العدو أنها ضعيفة أو أقل أهمية، وقعنا في نفس الخطأ الذي وقعوا فيه ولم نهتم به، وكان هو المكان الرئيسي لعبور العدو للغرب ومكان الثغرة، فكان يجب علينا أن نتعامل مع استراتيجياتنا الخاصة المبنية على الدراسة العميقة، ولا نتبع استراتيجيات العدو كما هي فنهلك !
4- كانت الحصون مدفونة تحت الأرض وذات أسقف قوية تتحمل قذائف المدفعية، وحولها الكثير من الألغام والأسلاك الشائكة الكثيفة، ورغم ذلك وجدت كثير من هذه الحصون المختبئة خالية من الجنود وقد هربوا رغم أنها متحصنة تحصينا جيدا وكان من الممكن أن تصبح عقبة شديدة الصعوبة بالنسبة للمصررين في العبور، ولكن هذه طبيعة الجندي الإسرائيلي المتشكك الجبان، لا يريد المواجهة المباشرة دون ضمانات كثيرة جدا للنصر. وقد أهدر الجيش المصري الآلاف من قذائف المدفعية والطيران لتحطيم هذه الحصون ولكن الحقيقة أن التأثير كان شبه معدوما على تلك الحصون المختبئة والتي خضعت لحملة تطهير كامل من رجال الصاعقة الذين تمكنوا من القيام بعملهم بنجاح فيما عجزت عنه آلاف الذخائر المدفعية الثقيلة التي أهدرت للأسف، وإن كانت قد تمكنت من تدمير بعض الدبابات والمدرعات التي ارتبكت من هجوم الطيران وانكشفت للمدفعية المصرية حيث أن تحركات الدبابات بين الحصون كان مستورا ومختبئا ولا يمكن أن ينال منه المدفعية أثناء حركتها، كما ذكر بعض رجال الكوماندوز والاستطلاع المصريين أثناء توغلهم أن في بعض الكتائب تصادمت بعض الدبابات من الرعب والمفاجأة ودمرت بعضها لهذا السبب.
5- كان هناك مرابض للدبابات كل 100 متر بطول القناة وكان العدو لا يحتل تلك المرابض بصفة دائمة، في حالات التوتر فقط، وتحرك الدبابة من مربض لآخر يتم في سهولة ومستترة تماما عن النظر والنيران، وكان خط بارليف لديه اكتفاء ذاتي لسبعة أيام، كما أن لديها أعلى وسائل الاتصال والكشف والمراقبة، وكانت القوات المرابضة على خط بارليف فكانت لواء مشاة وثلاثة ألوية مدرعة (360 دبابة) وقد تم تدمير معظمها في المعركة، ولواء المشاة (2000 - 3000 جندي) وقد هرب معظمهم مع الضربة الأولى. وقد كان ثلث المدرعات على مسافة 5 - 8 كيلومترات من القناة، أما الثلثين فكانت تتمركز 25 - 30 كم شرق القناة.
6- نظرا لنظرية الخوف والرهبة التي تتملك الإسرائيليين دوما فقد أدخلوا سلاحا جديدا في الجيش وهو النيران المشتعلة فوق سطح الماء، حيث تحرق أي شيء في القناة يحاول العبور أيا كان، فقد قاموا بملئ مستودعات خاصة بسائل النابالم وموصلة بأنابيب تصب في القناة مباشرة، وكانت تعتبر سلاح فتاك إذا ما استخدم ضد القوات العابرة.

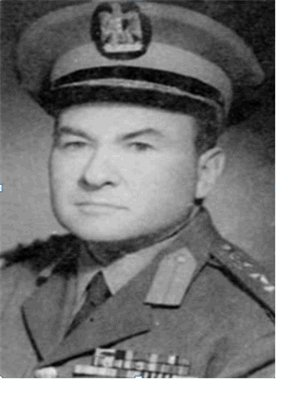
الشهيد لواء مهندس أحمد حمدي

### اللواء مهندس أحمد حمدي
قام الرئيس محمد أنور السادات باطلاق اسم الشهيد اللواء أحمد حمدي علي النفق المار أسفل قناة السويس والواصل بين شبه جزيرة سيناء ومدينة السويس تكريما للاعمال البطولية التي قام بها الشهيد في حرب 1973 حيث يعد من أهم الرموز في تاريخ سلاح المهندسين العسكريين المصري لما بذله من تضحيات وبطولات ولعل من أبرزها قيادة لواء كباري بالجيش الثالث الميداني.

## مديري الإدارة
- لواء أركان حرب / محمود سليمان.[1]
- لواء أركان حرب / محمد شتا.[2]
- لواء أركان حرب / محمود فكري.[3]
- لواء أركان حرب / حسن عبد الشافي.[4]
- لواء أركان حرب / محمود نصار.[5]
- لواء أركان حرب / كامل الوزير.[6]
- لواء أركان حرب / كمال الدين حسين.[7]
- لواء أركان حرب / أحمد حازم.[8]
- لواء أركان حرب / جمال محمد علي.[9][10]
- لواء / إبراهيم سعد المسيرى «بك».[11]